# José Manuel Barroso
José Manuel Durão Barroso (n. 23 martie 1956, Lisabona, Portugalia) este un om politic portughez, fost prim-ministru și ministru de externe al Portugaliei, care a îndeplinit funcția de președinte al Comisiei Europene din 2004 până în 2014.

## Biografie
José Manuel Durão Barroso este un jurist specializat pe relații internaționale.
El a fost ministru de externe al Portugaliei între 1991 și 1995, înainte de a-și perfecționa studiile la Universitatea Georgetown din Statele Unite.
După ce a câștigat alegerile legislative în martie 2002, el s-a ocupat de formarea guvernului portughez și de convingerea majorității pentru a-l susține.
Partidul său, Partidul Social-Democrat (centru-dreapta), cu 40,12% și 102 locuri din 230, s-a aliat cu conservatorii (Partidul Popular) care au obținut 8,75% din voturi și 14 locuri, și a căror program este de inspirație naționalistă. Ca prim-ministru, a luat câteva hotărâri controversate. El a susținut Invazia Irakului din 2003, căreia majoritatea portughezilor s-au opus, și este responsabil pentru reducerea cheltuielilor publice.

### Comisia Europeană
La 29 iunie 2004 el a fost numit în funcția de președinte al Comisiei Europene, ales în unanimitate de executivele celor 25 de state membre ale Uniunii Europene. Parlamentul European a susținut această decizie la 22 iulie 2004 cu 413 voturi din 711 eurodeputați care au participat la vot (251 contra și 44 de abțineri). Barroso a fost reales în funcție și pentru legislatura 2009-2014 a Parlamentului European, cu 382 de voturi pentru și 219 contra.

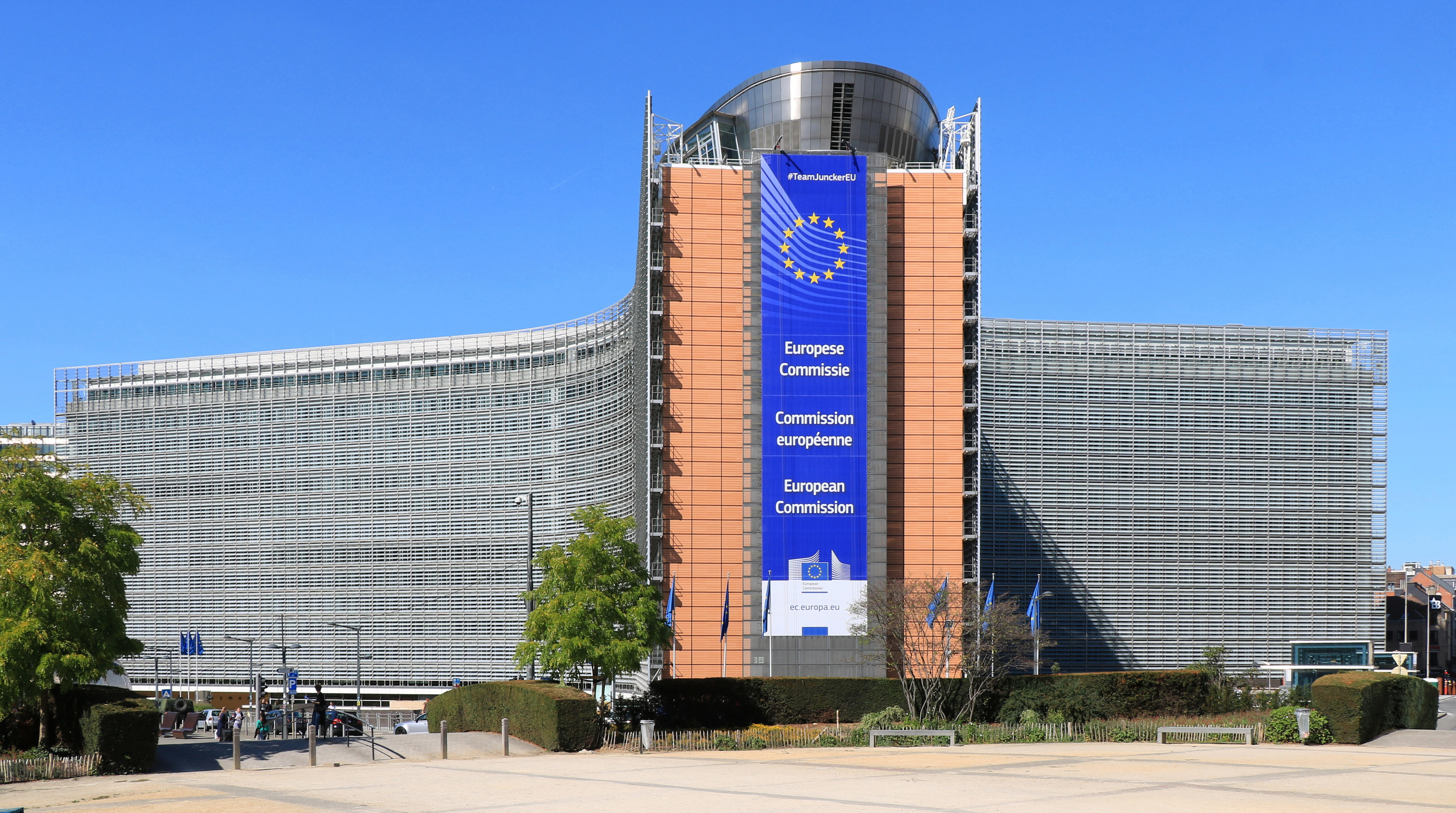
Comisia Europeană

### Controverse
În 2005 Die Welt a anunțat că Barosso a petrecut o săptămână pe iahtul miliardarului grec Spiro Latsis. Imediat după aceea a reieșit că acest lucru s-a întâmplat cu doar o lună înainte ca în Comisia Europeană să se fi aprobat 10 milioane euro ca și ajutor al statului grec pentru compania de navigații a lui Latsis – deși decizia ajutorului de stat a fost luată de către precedenta Comisie Europeană înainte ca Barosso să își preia postul. Ca răspuns la această dezvăluire, Nigel Farage deputatul al UK Independence Party, a convins circa 75 de deputați din tot spectrul politic să sprijine o moțiune de neîncredere față de Barosso, astfel ca acesta să fie obligat să compară în fața Parlamentului European pentru a fi audiat în această chestiune. Moțiunea a fost depusă în 12 mai 2005, și Barosso a apărut în fața Parlamentului așa cum s-a cerut în dezbaterea din 26 mai 2005. Moțiunea a fost respinsă.
Ca răspuns la criticile aduse opțiunii sale în favoarea modelului Volkswagen Touareg, mai puțin eficient din punct de vedere energetic, pe fundalul unei legislații a UE având ca obiectiv reducerea drastică a emisiilor de CO2 ale automobilelor, Barroso le-a respins ca "exces de zel moral ".
În aprilie 2008, pe fundalul creșterilor alarmante ale prețurilor alimentelor și a escaladării îngrijorărilor "mâncare vs carburanți" (food vs fuel), Barroso a insistat că utilizarea de biocarburant biofuel a avut o influență "nesemnificativă" în creșterea prețurilor la alimente. Luna următoare, el a anunțat pregătirea unui studiu referitor la acest subiect. Aprobarea pe ușa din dos a cartofului modificat genetic obținută de Președintele Barosso s-a lovit de un val de puternică opoziție din partea statelor membre ale UE. Guvernele Greciei, Austriei, Luxemburgului, Italiei, Ungariei și Franței au anunțat public că ele nu vor permite cultura cartofului modificat genetic in țările lor.
Barosso a exprimat critici la adresa guvernelor naționale, afirmând că "Foarte frecvent deciziile luate de cele mai democratice instituții ale lumii sunt greșite."